# Hegymagas
Hegymagas is een plaats (község) en gemeente in het Hongaarse comitaat Veszprém. Hegymagas telt 251 inwoners (2001).

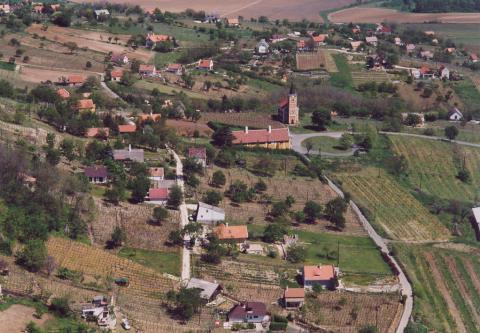
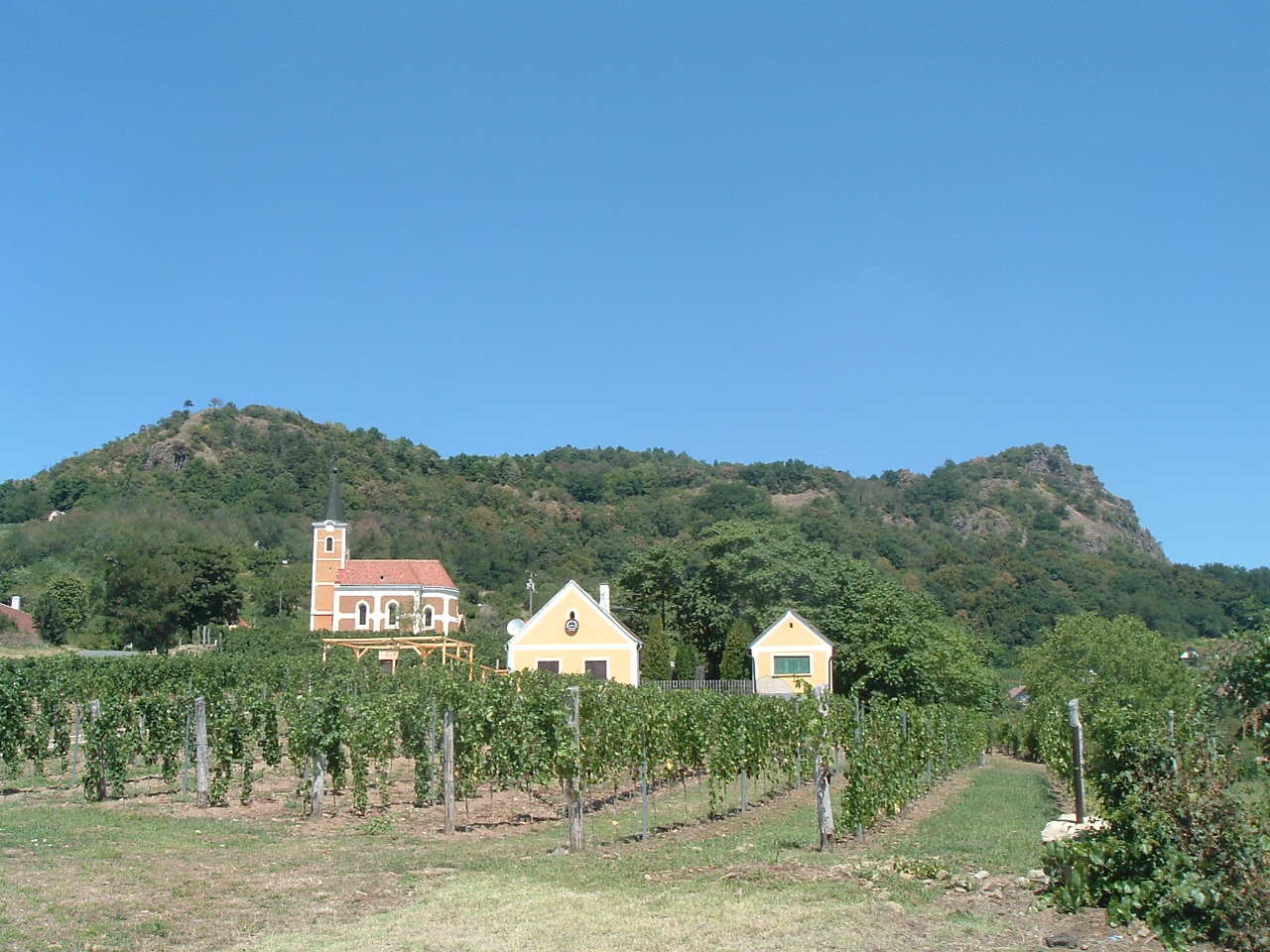
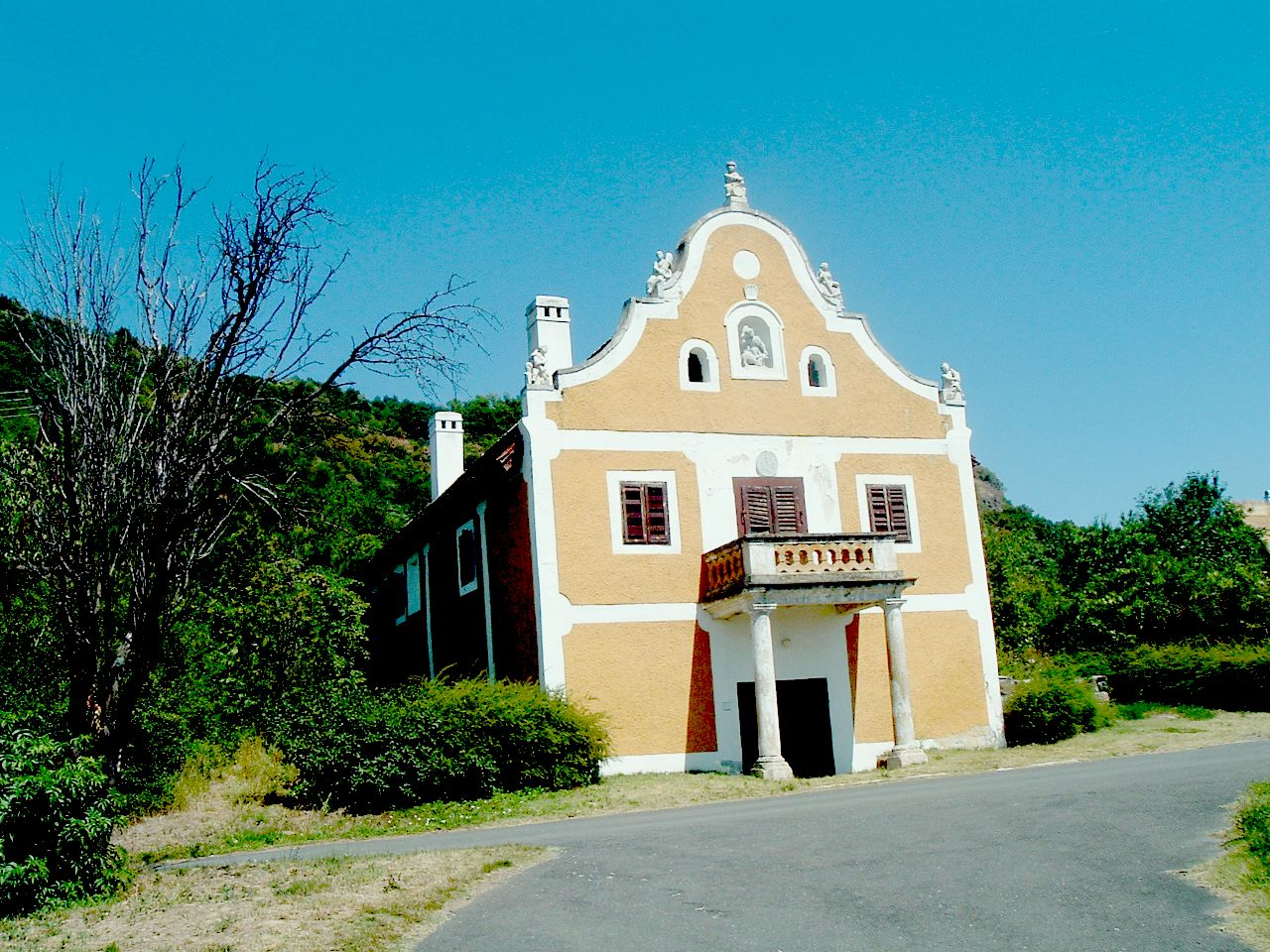